# Ушня (Корюківський район)
У́шня — село в Україні, у Менській міській громаді Корюківського району Чернігівської області, з 01.01.2021 року у Корюківському районі Чернігівської області. Населення становить 794 осіб (станом на 01.01.2015 р — населення становить 523 осіб). До 2017 орган місцевого самоврядування — Ушнянська сільська рада. 

## Географія
Ушня розташована на березі річки Десни. Вище за с. Ушня на відстані 2 км знаходиться устя річки Мена. Нижче за течією на відстані 7 км на правому березі Десни знаходиться загальнозоологічний заказник Каморетський (площа 515га, Березнянське лісництво, Чернігівський держлісгосп).

## Історія
Про те, що Ушня село дуже древнє писав преосвященний Філарет Гумілевський, який у описі своєї єпархії зазначив, що «Ушня, як придесенське поселення,  існувало і до татар».
Перша згадка про село Ушно (Ушня) зафіксована у 1527 році. «Ушно у верху Дисны, подворей 15 било, то архимандриче» — свідчить реєстр Литовсько-Московського кордону.
1624 року Грязний Борис Тимофійович отримує західну частину менського округу: село Ушню («ґрунти Ушанскии»), розташовану по обидва береги Десни.
1655 року Ушня разом із її задесенськими присілками Воловицею і Степанівкою переходять у маєтності ніжинського протопопа Максима Філімоновича.
12 червня 2020 року, відповідно до розпорядження Кабінету Міністрів України № 730-р «Про визначення адміністративних центрів та затвердження територій територіальних громад Чернігівської області», увійшло до складу Менської міської громади.
19 липня 2020 року, в результаті адміністративно-територіальної реформи та ліквідації Менського району, село увійшло до складу Корюківського району.

## Роди
1858 року козацька громада Ушні складалася з 436 осіб, які належали до таких родів: Богдан, Буркеця (Буркиця), Гарбуза, Грищенко, Євтушенко, Зеленський, Зенченко, Костюченко, Купрієвич, Михуля, Наливайко, Примачек (Примочек), Просяник, Харечко, Ценько.

## Відомі люди
- Костюченко Іван Порфирович — український історик, археолог, методист.
- Калібаба Дмитро Панасович -(18 червня 1925 — † 9 січня 2005) — український краєзнавець, журналіст, колекціонер українських старожитностей, член Спілки журналістів України, громадський діяч.